# On va s'aimer (chanson)
Pour les articles homonymes, voir On va s'aimer.
Singles de Gilbert Montagné
On s'en fout... nous on s'aime
(1982) Fous de musique
(1984)
On va s'aimer est une chanson interprétée par Gilbert Montagné, parue en single en 1983 puis intégrée sur l'album Liberté, en 1984. En 2024, la justice reconnaît le plagiat du titre de Gianni Nazzaro, Une fille de France, et accorde l'intégralité des droits désormais versés aux auteurs de la chanson plagiée, Michel Cywie et Jean-Max Rivière, ainsi qu'à la société d'édition Première Music Group.

## Contexte
Single de 1983,, intégré sur l'album Liberté, en 1984, ce titre a été composé par Gilbert Montagné sur un texte écrit par Didier Barbelivien. Le titre marque le retour en solo du compositeur et chanteur Gilbert Montagné. Celui-ci, après un exil aux États-Unis et au Canada pour retrouver l'anonymat musical, est revenu en France pour accompagner Johnny Hallyday pour une tournée. Montagné sort un single, Believe in Me, qui se vend à 150 000 exemplaires en 1980, mais c'est avec On va s'aimer que son succès se confirme avec plus de 700 000 exemplaires vendus en France,. Le single est certifié disque d'or par le Syndicat national de l'édition phonographique.
Gilbert Montagné enregistre la chanson également en anglais, sous le titre Just for Tonight. Cette version se classe à la 6e place en Italie et la 42e place du classement en Allemagne de l'Ouest.
En octobre 2024, la cour d'appel de Paris met fin à un long litige opposant Gilbert Montagné et Didier Barbelivien d'une part aux auteurs  de la chanson Une fille de France, de Gianni Nazzaro, sortie en 1976, d'autre part,,, en donnant raison à ces derniers dans leur attaque pour plagiat (plainte déposée en 2012). Les auteurs de la chanson de 1976 sont, à la composition, Michel Cywie et, aux paroles, Jean-Max Rivière et à nouveau Didier Barbelivien. En conséquence, Gilbert Montagné et Didier Barbelivien ne toucheront plus de droits d'auteur sur la chanson de 1983, sauf jugement contraire de la Cour de cassation qui a été saisie (et une expertise a lieu en Italie), et sauf, dans le cas de Gilbert Montagné, en tant qu'interprète.

## Liste des titres
| A. | On Va S'aimer | 4:05 |
| B. | Musicienne    | 4:10 |

## Crédits
- Gilbert Montagné – chant, écriture
- Didier Barbelivien – écriture
- Luciano Ninzatti – arrangements
- Stefano Pulga – arrangements
- Massimo Noè – mixage
- Dario Farina – producteur, écriture (piste B)

Crédits provenant des notes d'accompagnement.

## Classements et certifications
| Classement (1984)         | Meilleure position |
| ------------------------- | ------------------ |
| Europe (European Top 100) | 23                 |
| France (SNEP)             | 2                  |
| Italie (Musica e dischi), | 8                  |

| Classement (1984) | Position |
| ----------------- | -------- |
| France (SNEP)     | 11       |

| Pays                                                             | Certification | Ventes certifiées |
| ---------------------------------------------------------------- | ------------- | ----------------- |
| France (SNEP)                                                    | Or            | 500 000*          |
| *Ventes selon la certification xNon précisé par la certification |               |                   |

## Reprise
Martine St-Clair a repris cette chanson en 1984 sur son album Il y a de l'amour dans l'air. Très populaire, cette chanson fut en nomination pour le titre de chanson la plus populaire de l'année au gala de l'Association québécoise de l'industrie du disque, du spectacle et de la vidéo (ADISQ) pour 1984.
Jackie Chan a repris cette chanson en 1986 sur son album Sing Lung sous le titre Just for Tonight.
Gianni Celeste (it) a repris cette chanson en 1987 sur son album Gianni Celeste Vol. 3 sous le titre Ti Vorrei.